# 北九州市立思永中学校
北九州市立思永中学校（きたきゅうしゅうしりつ しえいちゅうがっこう）は、福岡県北九州市小倉北区大門一丁目にある公立中学校。
また勝山公園再整備と絡み整備された室内温水プールについても併せて述べる。

## 概要
校名は小倉藩の藩校である「思永館」に由来し、北九州市の都心部にある小倉城址域の西側に位置する。
校地東側の道路拡幅に際し学校は全面改築されたが、その内体育施設整備の際PFI方式が導入された。
また2015年（平成27年）に第42回全日本中学校陸上選手権大会に男子個人100m走出場、2018年（平成30年）に第49回九州中学校サッカー競技大会出場、2020年（令和2年）に第47回全日本中学校陸上選手権大会に女子個人100m走出場と輝かしい成績を残している。

## 教育目標
- 「進んで学び、深く考える生徒」
- 「力を合わせ励ましあう生徒」
- 「厳しさに耐え、自ら鍛える生徒」

## プールについて
思永中のプールは市内他校にはない特徴がある。これは屋内且つ温水式で年中利用できるのに加え幼児用プールもあるというものであるが、それは以下の事情による。
学校の全面改造前、勝山公園には屋外設備の「勝山市民プール」があったが、老朽化していたことに加え、近くにあった小倉市民会館がリバーウォーク北九州内に「北九州芸術劇場」として移転し、その跡地を含め公園全体を再整備することとなり、それに伴って「勝山市民プール」は廃止されることになった。
その際、やはり道路再整備により校地が一部削られるため全面改造されることになった思永中で体育施設を再整備するにあたり、国の方針もあってPFIが導入されることとなり、プールについては「勝山市民プール」の機能代替を担わせることもその中に含まれた。再整備が終わり運用を開始したのは2009年度である。
学校のプールであるため一般用の出入口は学校とは別になっているほか、当然のことながら授業専有使用が認められているので、一般利用者はそれ以外の時間に利用する形となる。また地元のスイミングクラブが管理復受託しているため、一般開放の時間にもスイミングクラブとしての運営が行われている。
開場時刻
- 授業専有期間は16時
- それ以外は10時

閉場時刻
- 7・8月の平日と土曜日は22時
- それ以外は20時

一般開放されない日
- 月曜日（祝日と重なった場合は翌火曜日）
- 年末年始
- その他臨時に思永中の都合で専有が必要な日

利用料
大人1人1回の場合　400円（最長2時間、夏季以外）
指定管理者
株式会社思永コミュニティサービス
管理復受託
有限会社西日本スイミングクラブ…市内では複数のスクールを展開するほか、八幡東区のレインボープラザプールの受託管理実績がある
なお、プール以外の体育施設開放については他の市立学校の場合と同じ規則が適用される。

## 沿革
- 1947年（昭和22年） - 小倉市立第四中学校として開校。
- 1951年（昭和26年） - 小倉市立思永中学校と改称。
- 1955年（昭和30年） - 校舎が完成する。
- 1963年（昭和38年） - 北九州市立思永中学校と改称。
- 1967年（昭和42年） - 全国図書館コンクールで文部大臣賞を受賞。
- 1973年（昭和48年） - 「思永の碑」が建立される。
- 1983年（昭和58年） - 武道館「思永館」が落成する。
- 1986年（昭和61年） - 学校放送視聴覚教育全国大会の会場となる。
- 1996年（平成8年） - 「思永の森」が整備される。
- 1999年（平成11年） - パソコンが設置される。
- 2001年（平成13年） - 情緒障害通級教室が開設される。
- 2005年（平成17年） - 生徒手帳を廃止し、「生徒証」を作成する。
- 2006年（平成18年） - 新校舎で授業開始。電子黒板1台を整備する。完全給食が開始される。
- 2009年（平成21年） - PFIにより整備した体育施設の運用・プールの一般開放開始。

## 交通
バス
- 北九州市交通局（魚町方面行のみ）…小倉城前（西鉄八坂神社前併設）下車
- 西鉄バス北九州…大門または八坂神社前下車

鉄道
- JR九州西小倉駅下車、徒歩で南下。

## 年間行事
- 4月 - 入学式
- 5月 - 修学旅行（3年生）、ふれあい合宿（1年生）
- 6月 - 生徒総会
- 7月 - 中体連夏季大会
- 9月 - 体育大会、農村民泊体験（2年生）
- 11月 - 文化祭
- 3月 - 卒業式

## 周辺施設
- 西小倉駅
- 小倉城
- リバーウォーク北九州
- 北九州市役所
- 小倉北区役所
- 西日本工業大学小倉キャンパス
- 北九州市立西小倉小学校
- ランドマーク・スタディークラブ